# Koto Boru
Koto Boru is een bestuurslaag in het regentschap Mandailing Natal van de provincie Noord-Sumatra, Indonesië. Koto Boru telt 536 inwoners (volkstelling 2010).